# Causa (Xavi Sarrià)
Causa és el segon disc en solitari publicat pel músic valencià Xavi Sarrià, editat el 8 d'abril de 2022, sota el segell discogràfic Propaganda pel fet!. Sobre el disc, Sarrià afirma que aquest li ha permès trobar el seu propi camí: "de la premissa de retrobar-me amb les pròpies arrels neix aquest treball".
El disc està format per 10 cançons, enfocades segons el mateix Sarrià en la mateixa línia de barrejar música tradicional amb la música actual, línia que ja va explorar amb la cançó «No s'apaguen les estrelles», que va confirmar la banda sonora de la pel·lícula de Guillem Agulló. Segons les seves paraules:
| «             | No es tracta de mirar cap a fora si no cap dins, cap al tresor cultural que tenim i del que, moltes vegades, no en som conscients. Tenim un llegat extraordinari al que no li donem valor. | » |
| — Xavi Sarrià | |   |

## Estil
Causa és un treball que manté pinzellades de l'arrel estilística de Xavi Sarrià, d'un ska-rock que va encimbellar Obrint Pas com a icona de la música en llengua pròpia i va aconseguir trencar les barreres idiomàtiques. Mentre el seu primer disc en solitari estava marcat per aquesta essència -malgrat albergar cançons que anticipaven l'estil de Causa-, la nova creació de l'artista és un viratge cap a melodies més assossegades, cap a sonoritats mai introduïdes en les seues obres, cap a una barreja complexa d'estils i sons que condueixen a l'existència d'incomptables matisos musicals, de xicotetes i breus intifades sonores jazz, pop o, fins i tot, d'anhel metal. El rock i, en menys mesura, el reggae i l'ska són protagonistes. També ho és per primera vegada l'electrònica. Tota una fusió estilística construïda amb formigó de material procedent de la rumba i de la música tradicional, marcada per influències mediterrànies i, especialment, aràbigues.

## Cançons
El disc conté 10 cançons.
| 1.  | «Causa (amb Elane)»                                                |  |
| 2.  | «La nit ferida (amb Pep Gimeno 'Botifarra' i Ahmed Touzani)»       |  |
| 3.  | «Un foc que creix»                                                 |  |
| 4.  | «Presagi (amb Anna Millo)»                                         |  |
| 5.  | «La cantaora (amb Sandra Montfort)»                                |  |
| 6.  | «Música, ràbia i amor»                                             |  |
| 7.  | «Metròpolis»                                                       |  |
| 8.  | «Balansiya (Rafel Arnal, Sandra Monfort i Pep Gimeno 'Botifarra')» |  |
| 9.  | «Autodefensa»                                                      |  |
| 10. | «No s'apaguen les estreles (amb Pep Gimeno 'Botifarra')»           |  |